# Coenosia longiseta
Coenosia longiseta är en tvåvingeart som beskrevs av Gaminara 1930. Coenosia longiseta ingår i släktet Coenosia och familjen husflugor.
Artens utbredningsområde är Uruguay. Inga underarter finns listade i Catalogue of Life.